# Laetitia (planetka)
(39) Laetitia je planetka nacházející se v hlavním pásu asteroidů. Její průměr činí asi 150 km. Byla objevena 8. února 1856 francouzským astronomem J. Chacornacem.